# Operatie Nordlicht

Duitse terugtocht noordwaarts uit Finland naar Noorwegen.

Operatie Nordlicht ("operatie Noorderlicht") was een Duitse operatie aan het eind van de Tweede Wereldoorlog waarbij de Duitse Wehrmacht zich op gewelddadige wijze uit Noord-Finland terugtrok door Noord-Noorwegen.

## Geschiedenis
In september 1944 kwam een einde aan de Vervolgoorlog waarin de Finnen samen met de Duitsers streden tegen de Sovjet-Unie (USSR). In september 1944 sloot Finland wapenstilstand met de USSR en was verplicht om de Duitse troepen van het Finse grondgebied te verjagen. Zo begon de Laplandoorlog. De Duitsers streefden naar behoud van hun posities in het hoge noorden en begonnen op 4 oktober 1944 met de "Operatie Nordlicht". Het 20e Bergleger moest zich terugtrekken naar een nieuwe verdedigingslinie bij de Lyngenfjord in Noorwegen. Het terugtrekkende leger paste de tactiek van de verschroeide aarde toe in de Fins Lapland en de Noorse provincie Finnmark. Op 28 oktober gaf generaal Alfred Jodl het bevel tot volledige deportatie van de bevolking in Noorwegen. In de plaatsen Alta, Berlevåg, Hammerfest,  Honningsvåg, Karasjok, Kautokeino, Lakselv, Storslett, Kvænangen en Kåfjord werden alle huizen in brand gestoken, ook schepen werden vernield en de bevolking geëvacueerd. Deze operatie is uitgebreid gedocumenteerd. Het was een oorlogsmisdrijf dat een belangrijke rol speelde bij de veroordeling van Jodl tijdens het Proces van Neurenberg.
De Noorse schrijver en historicus Arvid Petterson noemde in 2008 de gedwongen evacuatie en het platbranden van de Noorse provincies Finnmark en het noorden van Troms de grootste oorlogstragedie uit de Noorse geschiedenis. Er werden 50.000 mensen geëvacueerd en 25.000 uit hun huizen verdreven mensen probeerden alsnog ter plaatse de winter te overleven. Als direct gevolg kwamen hierbij 339 mensen om het leven, dit was tien keer zo veel als volgens de geschiedschrijving tot dan toe werd aangenomen.